# بيلي سيمونز
بيلي سيمونز (بالإنجليزية: Billy Simons)‏ هو مغن مؤلف أمريكي، ولد في 17 ديسمبر 1983.

## وصلات خارجية
- الموقع الرسمي